# West Kennet Long Barrow

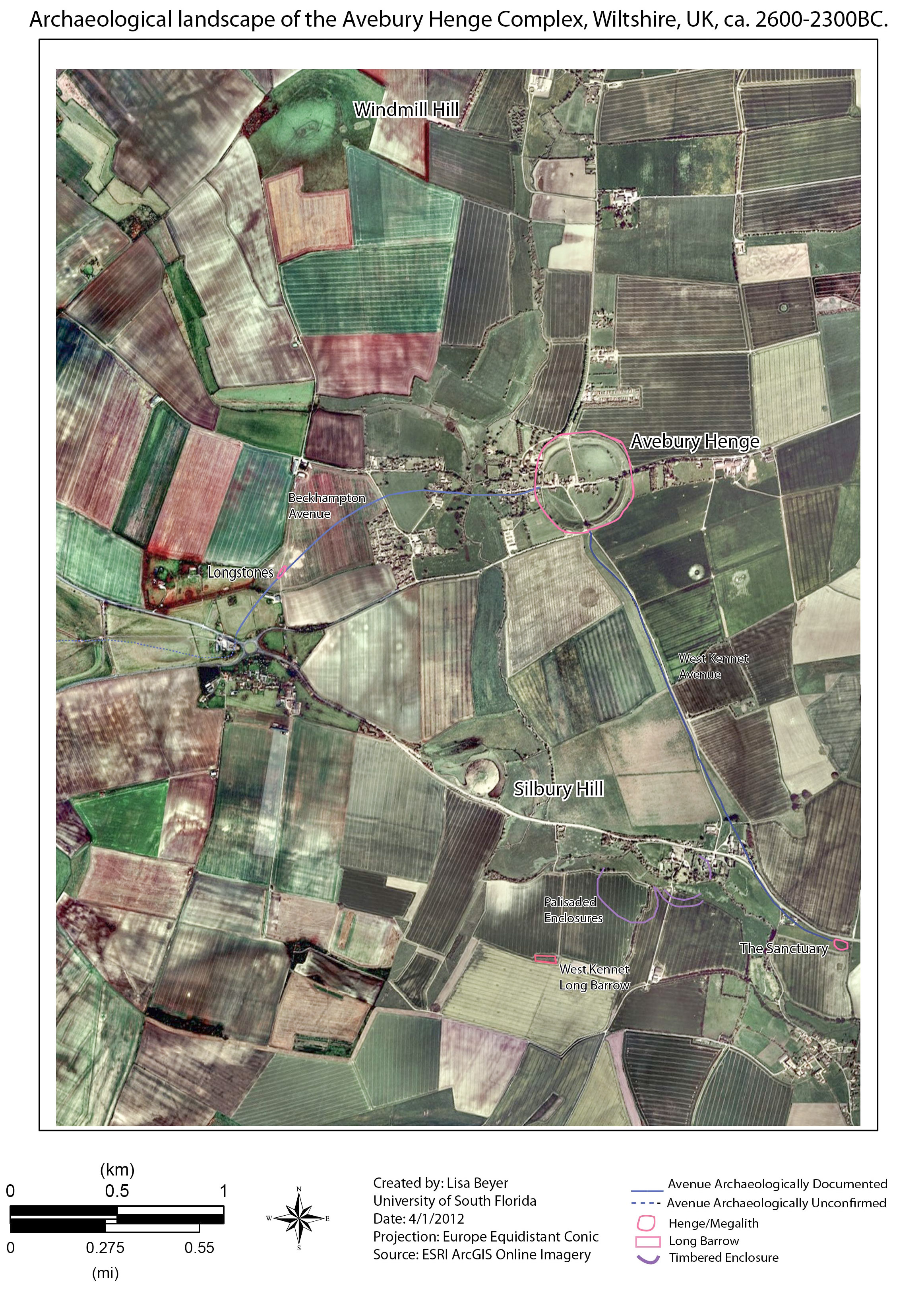
West Kennet Long Barrow et les autres sites archéologiques autour d'Avebury

West Kennet Long Barrow est un tumulus du Néolithique, situé sur une éminence crayeuse, près de Silbury Hill, à 2,5 km au sud d'Avebury, Wiltshire, dans le sud de l'Angleterre.

## Datation, usage
La construction de West Kennet Long Barrow a commencé vers 3600 av. J.-C., soit environ 400 ans avant la première phase de Stonehenge, et le monument est resté en usage jusque vers 2500 av. J.-C..
Le site est mentionné au XVIIe siècle par John Aubrey et au XVIIIe par William Stukeley.

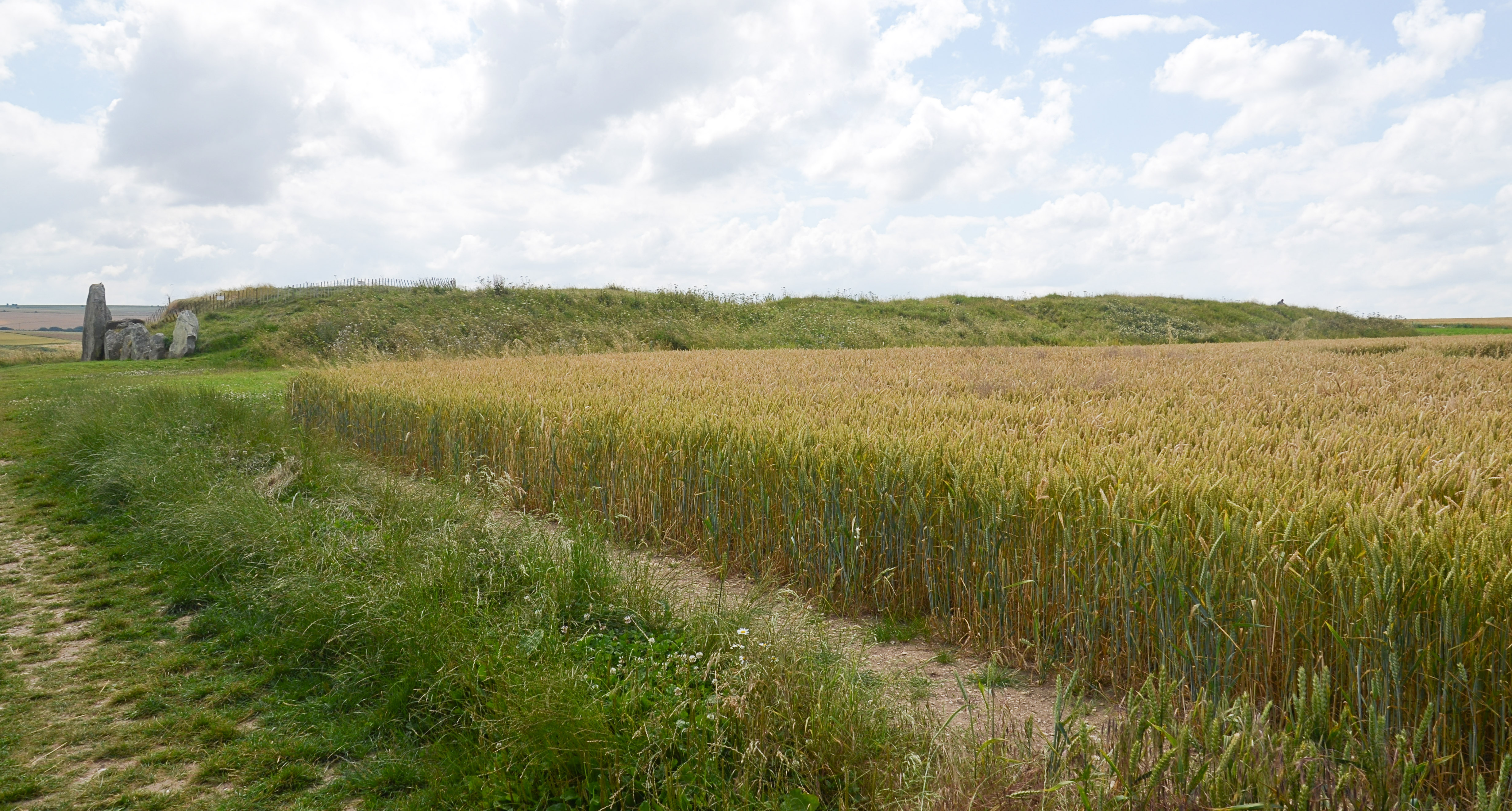
Ensemble du monument, côté nord. L'entrée est à gauche.

Le tumulus a été endommagé par des creusements aveugles, mais les fouilles archéologiques, en 1859 et 1955-1956, ont révélé au moins 46 sépultures d'individus de tous âges. Les os étaient désarticulés, avec certains crânes et os longs manquants. Il a été suggéré que les os étaient enlevés périodiquement pour être exposés ou transportés ailleurs, la fermeture de la façade étant retirée et replacée à chaque fois.

## Structure
Les archéologues le classent comme une sépulture collective « long barrow », du type Cotswold-Severn. Il comporte deux paires de chambres funéraires opposées en transept et une chambre simple terminale. Le tumulus, long d'une centaine de mètres, est l'un des plus longs de Grande-Bretagne. On a pu estimer sa construction à 15 700 heures de travail. L'entrée se compose d'un vestibule concave avec, en façade, de grandes dalles de grès sarsen disposées de manière à sceller l'entrée.

## Recherches récentes

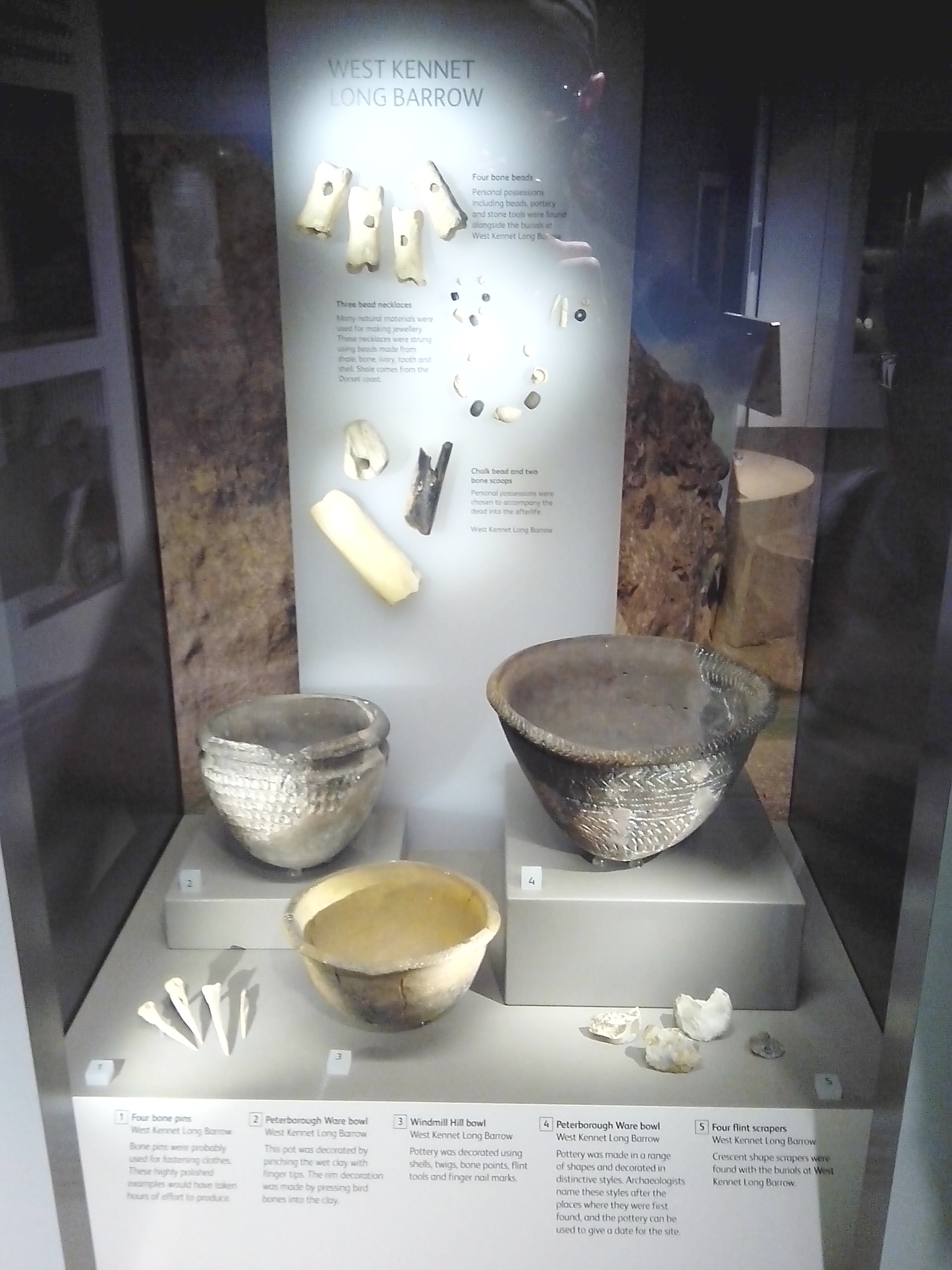
Objets exhumés du West Kennet Long Barrow : quatre perles en os ; trois colliers de perles ; une perle de craie et deux cuillères en os ; deux bols de type Peterborough ; quatre épingles en os ; un bol de Windmill Hill ; quatre grattoirs en silex. Wiltshire Museum, Devizes.

Les fouilles récentes ont également révélé que les chambres latérales formaient un triangle isocèle exact, dont la hauteur est le double de la base. Le mobilier est semblable à celui des autres sépultures néolithiques de la région, comme Windmill Hill.
On pense que le tombeau est resté en service un millier d'années et qu'à la fin de cette période, le couloir et les chambres ont été comblés jusqu'à la toiture par les populations campaniformes, avec de la terre et des pierres, parmi lesquelles se trouvaient des céramiques rainurées, d'autres du type Peterborough, des poteries campaniformes, du charbon de bois, des outils en os et des perles. Stuart Piggott, qui a fouillé ce mélange de matériaux secondaires, a suggéré qu'il était issu d'un temple mortuaire voisin, indiquant que le site avait été utilisé pour des activités rituelles longtemps après son usage funéraire.

## Rites et légendes
Michael Dames a présenté une théorie de rituels saisonniers, tentant d'associer West Kennet Long Barrow avec les monuments voisins : Avebury, Silbury Hill, The Sanctuary et Windmill Hill.
"Le tumulus de West Kennet était orienté vers le lever du Soleil équinoxial, mais peut-être n'était-ce qu'un hasard, puisqu'il est orienté est-ouest."
Une légende locale raconte comment ce tombeau est visité à la Saint-Jean par un prêtre fantomatique accompagné d'un grand chien blanc.

## Galerie

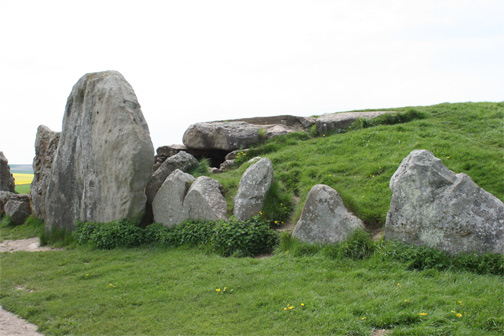
Vue extérieure
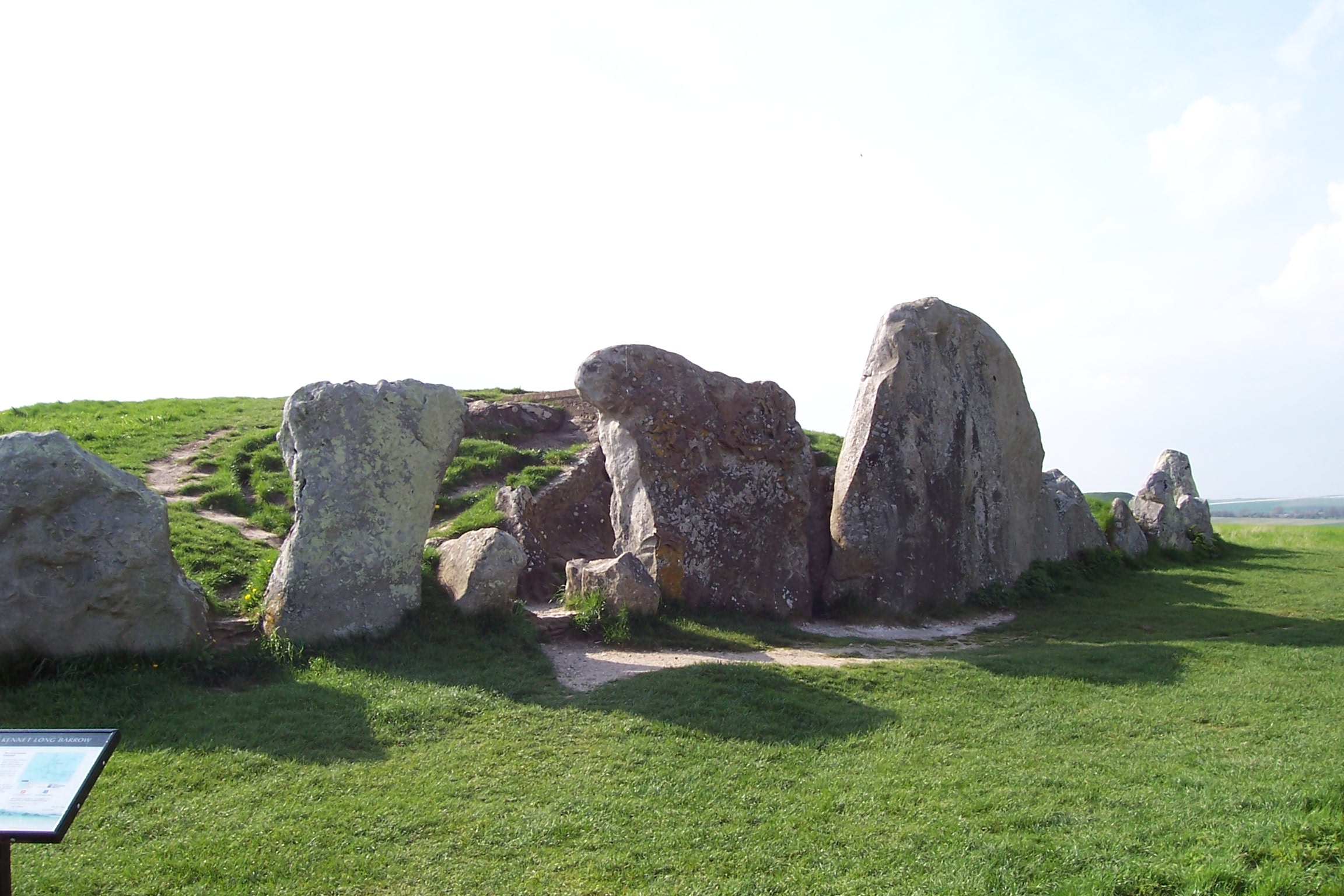
Entrée
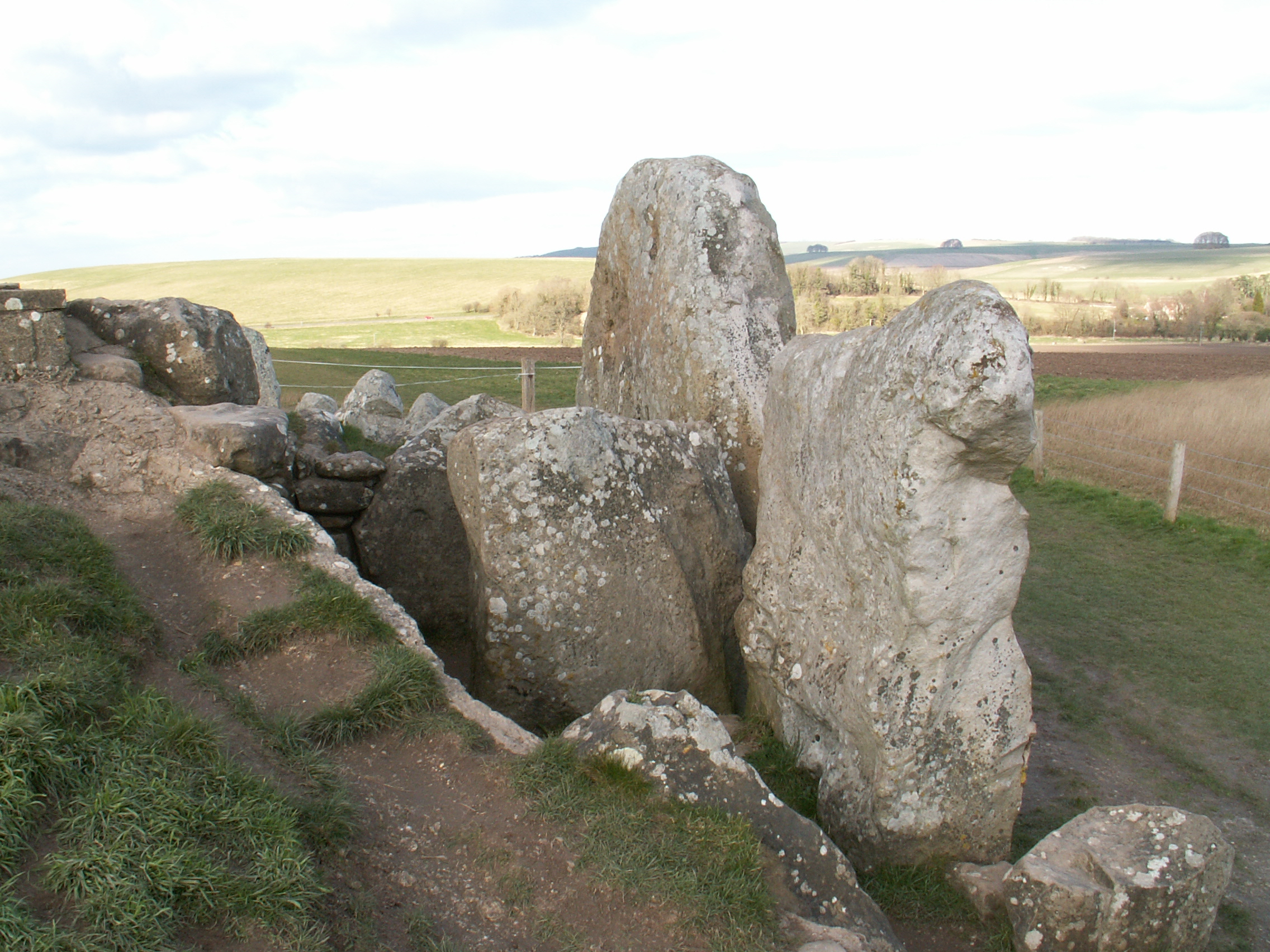
Entrée et pierre de fermeture
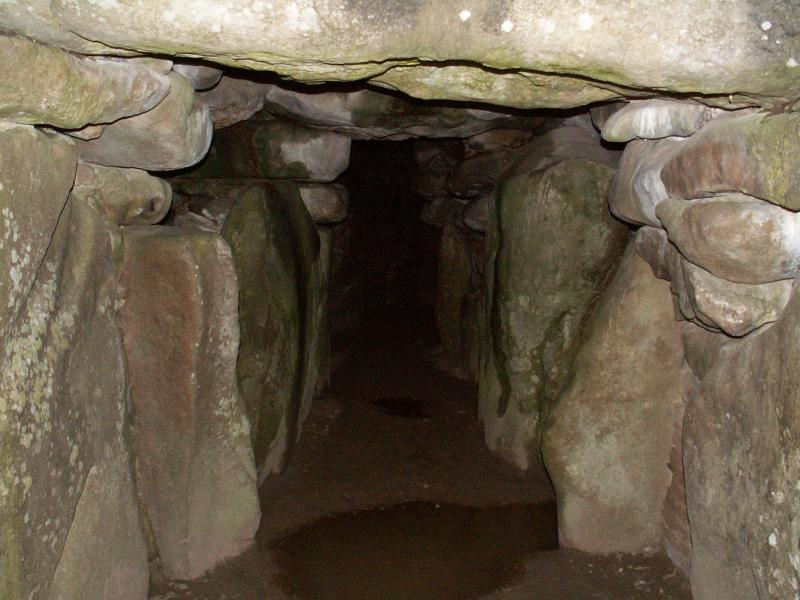
Passage central
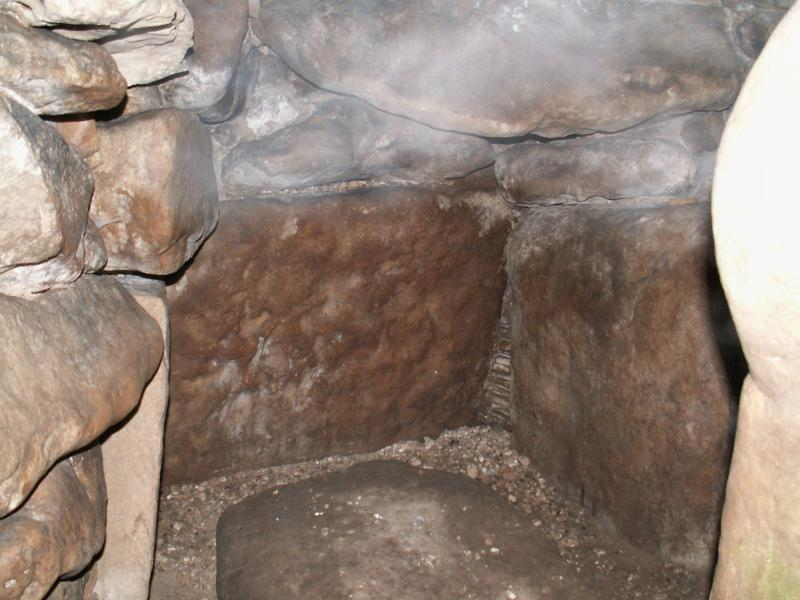
Une des chambres nord